# نشاط قيادي
النشاط القيادي هو مفهوم يستخدم ضمن مجال نظرية النشاط الثقافي التاريخي لوصف النشاط -أو العمل البشري التعاوني- الذي يلعب الدور الأساسي في نمو الطفل خلال فترة ما من نموه. بالرغم من أن العديد من النشاطات قد تلعب دوراً في نمو الطفل خلال أي فترة مفترضة، إلا أن النشاط القيادي يفترض أن يكون نوع التواصل الاجتماعي الأكثر فائدة من ناحية إنتاج إنجازات كبيرة في عملية النمو. من خلال الانخراط في نشاطات قيادية يطور الطفل مجالاً واسعاً من القدرات مثل التواصل العاطفي مع الآخرين والاندفاع للمشاركة في نشاطات اجتماعية أكثر تعقيداً وتشكيل قدرات معرفية جديدة وإعادة بناء القدرات المعرفية السابقة (بودروفا وليونغ 2007:98).
استُخدم مصطلح «النشاط القيادي» لأول مرة من قبل ليف فيغوتسكي (1967: 15-17) في وصف اللعب الدرامي الاجتماعي كنشاط قيادي ومصدر للنمو لدى الأطفال قبل سن المدرسة، لكن هذا لم يدخل ضمن نظرية فيغوتسكي لنمو الأطفال.
إلا أن أليكسي ليونتيف وبعض «الفيغوتسكيين الجدد» مثل ألكسندر زابوروزيتس ودانييل إلكونين (زابوروزيتس وإلكونين 1971) قاموا فيما بعد بجعل هذا المفهوم عنصراً أساسياً في نظرية النشاط حول نمو الأطفال. توسع هذا المفهوم حالياً ليشمل مراحل أو فترات مختلفة من النمو البشري.
يعتبر مفهوم النشاط القيادي جزءاً من نظرية أكثر شمولاً تسعى إلى جمع الجوانب المعرفية والتحفيزية والاجتماعية للنمو. على الرغم من العدد الكبير من التقارير الوصفية المفصلة للأشكال التنموية من الذاكرة والإدراك والقدرة المعرفية في مراحل مختلفة من الطفولة (مثل أعمال جان بياجيه) كثيراً ما يفتقد التوصيف لكيفية وسبب تطوير الطفل لهذه العمليات النفسية (كاربوف 2003: 138). يسعى استكشاف النشاطات القيادية إلى الإضاءة على هذه الأسئلة. بدلاً من البلوغ البيولوجي أو التعلم بالتحريض والاستجابة، يُنظر إلى أنواع محددة من النشاط الاجتماعي على أنها مولدة للنمو البشري. بسبب اهتمامها بالآليات السببية دُعيت النظرية الفيغوتسكية الجديدة بـ «أكثر المقاربات شمولاً لمشكلة محددات وآليات نمو الأطفال (كاربوف 200: 138)».

## الطبيعة
يمكن تصوير النشاط القيادي كعمل اجتماعي مشترك مع البالغين و/أو الأقران يكون موجهاً نحو العالم الخارجي. في سياق النشاط القيادي، يطور الأطفال عمليات ودوافع ذهنية جديدة، والتي تنمو لتتجاوز نشاطهم الحالي وتوفر الأساس للانتقال إلى نشاط قيادي آخر (كوزولين وغينديس وآغييف وميلر 2003: 7). في معظم الحالات يمكن ملاحظة ظهور نشاط قيادي قبل أن يصبح نشاطاً قيادياً بفترة طويلة في حياة الطفل (بودروفا وليونغ 2007: 99). يُذكر أن البالغين والأقران الأكثر قدرة الذين يعلمون أو يساعدون الأطفال في خوض النشاط القيادي يقدمون التواسط في هذا النشاط، ويخلقون منطقة من النمو القريب مما يسمح للأطفال بأداء نشاطات على مستوى أعلى مما كان بإمكانهم أداؤه بشكل مستقل. يُعتقد أن التواسط في النشاطات القيادية يساعد الأطفال في عملية التطور من خلال اكتساب القدرة على استعمال «الأدوات» الثقافية أو النفسية، والتي تحول العمليات العقلية للأطفال.

## التسلسل
إن النشاط الذي يعتبر قيادياً بالنسبة إلى أي عمر أو فترة زمنية من النمو يعتمد على طبيعة المجتمع الذي ينمو فيه الطفل، وعلى التوقعات التاريخية والثقافية من الأطفال في هذا العمر (بودروفا وليونغ 2007). اقترح الفيغوستيون الجدد تسلسلاً من النشاطات القيادية المثالية للأطفال في المجتمعات الصناعية الحديثة (إلا أن النشاطات القيادية قد تختلف في المجتمعات الزراعية أو مجتمعات الصيد والالتقاط البدائية). بالطبع لا يمكن لجميع الأطفال في ثقافة معينة أن يشاركوا بشكل متساوٍ في النشاطات القيادية (أو بـ «نوعية» متساوية من النشاطات)، مما يمكن أن يقود إلى مسارات ونتائج مختلفة للنمو.
على سبيل المثال، يبدو أن الأطفال الذين يفتقدون إلى الفرص للمشاركة في اللعب الدرامي الاجتماعي خلال سنوات ما قبل المدرسة يواجهون فيما بعد صعوبات أكبر في ضبط النفس وكبح الاندفاعات، وهي الصفات المرتبطة باضطراب نقص الانتباه مع فرط النشاط ADHD (بودروفا وليونغ 2007: 99).
إن التسلسل المقترح من النشاطات القيادية لا يتحدد بشكل صارم بالعمر البيولوجي، إنما بالأشكال النمطية المتعلقة بالعمر من التفاعل مع البالغين والأقران في مجتمع ما (تشيكلين 2003: 48). نتيجة لنوعيتها التاريخية والاقتصادية، تعتبر النشاطات القيادية عرضة للتغيير. قد تتطور عدة نشاطات قيادية وينظر إليها على أنها أكثر فائدة للنمو ضمن مجتمعات معينة، مما يقود إلى مراجعة أو إعادة تصور أكثر النشاطات القيادية فعالية. يراجع كاربوف (2005) الأدلة الحديثة المستمدة من التجربة للباحثين الغربيين، والتي هي متوافقة إلى حد بعيد مع التحليل الفيغوتسكي الجديد لنمو الطفل من خلال المشاركة في نشاطات قيادية.

### الطفولة المبكرة: التواصل العاطفي مع المربين
خلال العام الأول من الحياة، يعتبر التواصل العاطفي مع المربين هو التصرف القيادي والسياق الذي تحدث ضمنه الإنجازات المتعلقة بالنمو. رأى فيغوتسكي هذه التفاعلات على أنها الأساس الاجتماعي الذي يقود إلى التعلم والنمو بشكل إنساني مميز (كاربوف 2005). يضع مقدمو الرعاية الأوائل أسس الحوار العاطفي مع الأطفال والذي يتجاوز كونه محض تبديل للحفاضات وإطعاماً بشكل روتيني.
ينتج عن النمو في هذه العلاقة العاطفية النشيطة ثنائية الجانب ما دعاه بولبي (1969) باسم التعلق. هذا النشاط المشترك هو أساس العلاقات المستقبلية التي سوف يشكلها الطفل، ويخلق تحفيزاً للطفل للمشاركة في أشكال لاحقة من النشاط المشترك (ليونتيف 1978).
تبدأ التبادلات العاطفية بين الأطفال والمربين بتبادلات عاطفية بحتة، مثل الابتسام والمكاغاة ذهاباً وإياباً، أو تفاعلات تتضمن جانباً جسدياً مثل استجابة الطفل بشكل سعيد للعناق أو الهز أو الدغدغة (بودروفا وليونغ 2007). عادة ما يأخذ مقدمو الرعاية زمام المبادرة في تكوين العلاقة العاطفية مع الأطفال، ثم يتحول الأطفال من كونهم متلقين سلبيين إلى أخذ أدوار فعالة بشكل متزايد في هذه الحوارات. كما وجد أيضاً أنه في فترة بداية الشهر الثاني من الحياة، يبدأ الأطفال في الابتسام استجابة لابتسامة وصوت المربي (زابوروزيتس وماركوفا 1983).
في الشهر الثالث من الحياة يبدأ الأطفال في الابتسام والإشارة والتعبير اللفظي (المكاغاة) عند مقابلة البالغين المألوفين. يدعو الفيغوتسكيون هذا الأمر باسم المركب الحركي الذي يلجأ الأطفال في وقت قريب إلى استخدامه بشكل فعال لإثارة انتباه المربي والمحافظة عليه (بودروفا وليونغ 2007). منذ حوالي الـ 3 إلى 6 أشهر من الحياة، يستخدم الأطفال الابتسامات والتعابير اللفظية لدعوة المربين إلى المشاركة في تبادلات عاطفية، مما يخلق ما دعاه باحثون مثل ترونيك باسم التزامن التفاعلي (ترونيك 1989).
كثيراً ما يستخدم الأهالي «حديث الطفل» أو «الكلام الموجه للأطفال» استجابة لتعابير الطفل الصوتية في فترة ما قبل الكلام، كما ظهر أن الأطفال يستجيبون من خلال تعديل مكاغاتهم تبعاً للبنية الصوتية لكلام المربي (غولدشتاين وشفاده 2008). يبدو أن هذا النوع من التفاعل الصوتي العاطفي الذي أشار إليه جون لوك (2001) باسم المشاركة الصوتية مرتبط بظاهرة التعلق ومن ثم التعلم المعجمي، وبالتالي فإنه يلعب دوراً بنائياً في تطوير اللغة.
خلال النصف الثاني من العام الأول من الحياة، تتوسع التفاعلات بين الطفل والمربي لتشمل التبادلات العاطفية حول الأشياء، والأفعال المتعلقة بهذه الأشياء (بودروفا وليونغ 2007). على سبيل المثال قد يقوم الوالد الآن بالابتسام مع هز خشخيشة الأطفال استجابة لابتسامة الطفل. حول هذا الوقت يمكن أن يبدأ الأهالي في تصنيف الأشياء والحديث حول النشاطات التي يقومون بها. أما بالنسبة للأطفال فتصبح هذه الأشياء مثيرة للاهتمام إذ تُقدم من خلال التفاعل العاطفي مع البالغين (كاربوف 2005).
في حين آمن بياجيه أن التلاعب الحسي الحركي للأطفال بالأشياء يأتي من خلال حركات الجسد العفوية والأفعال الاستكشافية، إلا أن الأدلة تشير عكس ذلك. إذ أن الأطفال المحرومين بشكل كبير من التواصل العاطفي لم يقوموا بالكثير من التعامل مع الأشياء، حتى عندما كانت هذه الأشياء سهلة المنال داخل أسرتهم ذاتها (ليزينا 1974؛ سبيتز 1946). هذا يدعم التأكيد الفيغوتسكي على وجود رابط بين التفاعلات العاطفية مع المربين وبين تطور القدرة على التحكم بالأدوات والسلوك الاستكشافي.